# Pollenia hirtiventris
Pollenia hirtiventris är en tvåvingeart som först beskrevs av Malloch 1935.  Pollenia hirtiventris ingår i släktet vindsflugor, och familjen spyflugor. Inga underarter finns listade i Catalogue of Life.